# Kronika synchronistyczna

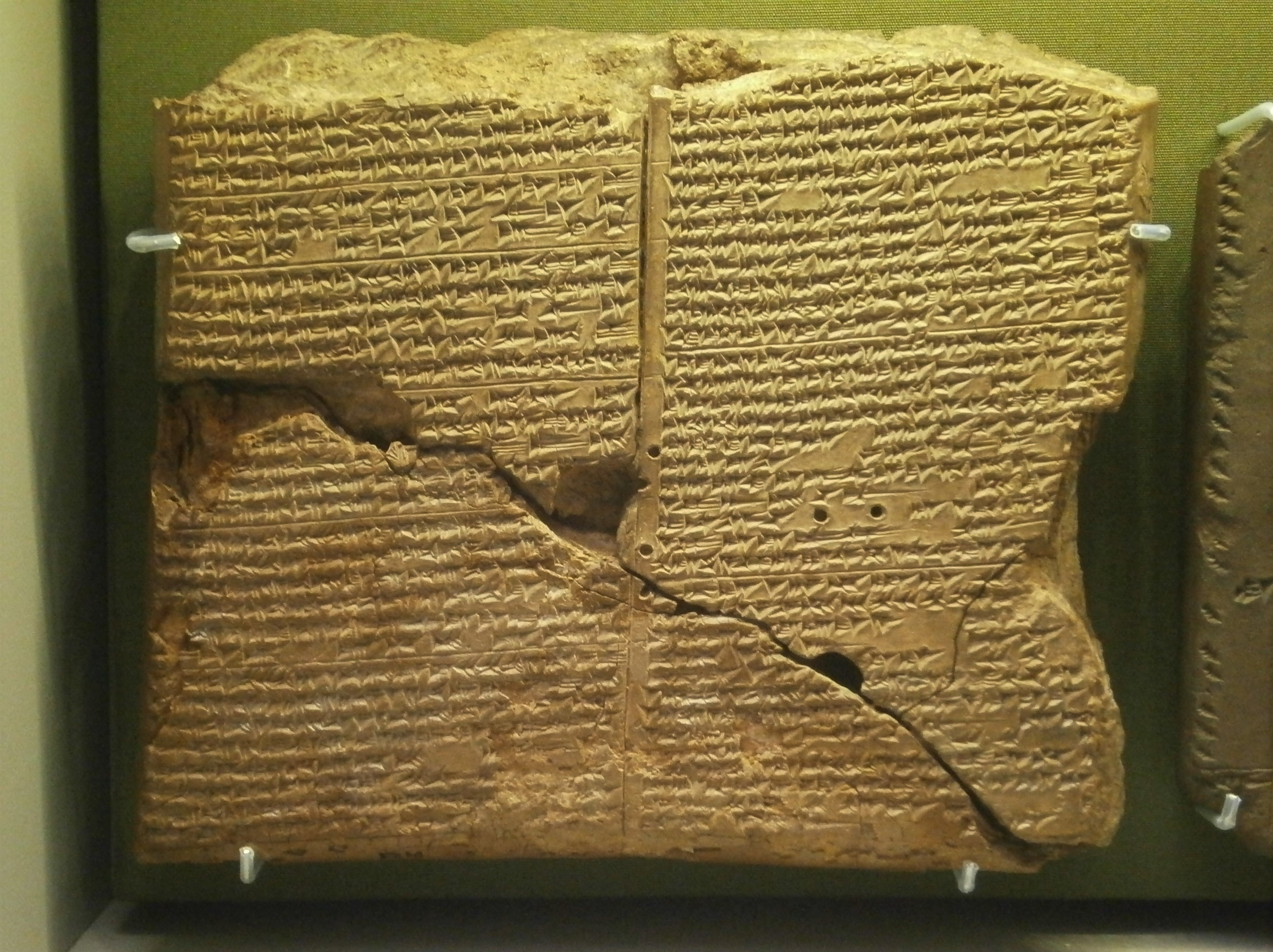
Tabliczka K.4401.a + Rm.854 z tekstem Kroniki synchronistycznej; znaleziona w dwóch fragmentach w Niniwie, w Bibliotece Aszurbanipala; obecnie w zbiorach Muzeum Brytyjskiego

Kronika synchronistyczna, też Historia synchronistyczna – historiograficzny tekst asyryjski, napisany ok. 800 r. p.n.e., opisujący wzajemne relacje pomiędzy Asyrią i jej południowym sąsiadem, Babilonią, w 2 połowie II tys. p.n.e. i na początku I tys. p.n.e. Dzięki licznym zawartym w nim synchronizmom jest ważnym źródłem przy rekonstrukcji chronologii tego okresu.

## Opis
Kronika synchronistyczna jest zwięzłym opisem relacji asyryjsko-babilońskich w okresie począwszy od panowania asyryjskiego króla Puzur-Aszura III (ok. 1500 p.n.e.) aż do panowania asyryjskiego króla Adad-nirari III (810-783 p.n.e.). Jej tekst znany jest z trzech tabliczek pochodzących z biblioteki Aszurbanipala w Niniwie (VII w. p.n.e.). Najlepiej zachowany tekst jest na tabliczce A (tabliczka K.4401.a + Rm.854), a krótsze fragmenty z uszkodzonych tabliczek B (K.4401.b) i C (Sm.2106) go uzupełniają. Tekst kroniki zapisany jest w języku babilońskim z nielicznymi idiomami asyryjskimi.
W Kronice synchronistycznej jej autor zakłada, że na wschodnim brzegu rzeki Tygrys istnieć miała od dawien dawna oficjalna, uznawana przez obie strony granica asyryjsko-babilońska. W swym dziele stara się on prześledzić historię relacji obu państw w powiązaniu z tą granicą, kładąc szczególny nacisk na liczne rzekome jej naruszenia przez Babilończyków. Tekst kroniki ewidentnie ma charakter propagandowy i napisany jest z asyryjskiego punktu widzenia (Babilończycy przegrywają w nim wszystkie bitwy, a klęski Asyryjczyków są pomijane). Powstał on najprawdopodobniej pod koniec panowania Adad-nirari III (810-783 p.n.e.), kiedy to Babilończycy dokonywali najazdów na ziemie asyryjskie, a Asyria była zbyt słaba by temu skutecznie przeciwdziałać. 
Tym co wyróżnia Kronikę synchronistyczną spośród innych kronik mezopotamskich jest to, iż posiadała ona prolog i epilog. Ten ostatni jest szczególnie interesujący, gdyż zawiera informację, że jej tekst zapisany miał być na steli ustawionej na granicy asyryjsko-babilońskiej na wschodnim brzegu rzeki Tygrys. Steli takiej nigdy nie odnaleziono, więc istnieje możliwość, iż mamy tu do czynienia jedynie z literacką fikcją.
Pisząc kronikę jej autor korzystać musiał niewątpliwie z asyryjskich inskrypcji królewskich, gdyż pewne sekcje tekstu, dotyczące w szczególności wydarzeń z czasów panowania Tiglat-Pilesera I, Salmanasara III czy Szamszi-Adada V, wykazują wiele zbieżności ze znanymi inskrypcjami tych władców. Z drugiej strony nic nie wskazuje na to, by autor korzystał z babilońskich inskrypcji królewskich, co nie powinno dziwić, biorąc pod uwagę proasyryjskie nastawienie jego kroniki. 
Zachowane kopie Kroniki synchronistycznej zawierają liczne błędy, z których większość jest prostymi błędami kopistów przepisujących ten tekst. Przykładem może być błędny zapis imion takich władców jak Tiglat-Pileser czy Marduk-szapik-zeri. Innym błędem jest zapisanie dwóch pierwszych sekcji kroniki w odwrotnej kolejności. Te i inne błędy, w połączeniu ze stronniczością autora oraz wynikłym z niej świadomym przeinaczeniem i pominięciem pewnych faktów sprawiają, że kronikę tą trzeba traktować z dużą ostrożnością jako dokument historyczny.
Babilońskim odpowiednikiem asyryjskiej Kroniki synchronistycznej jest Kronika P. 

„Za panowania króla Aszur-uballita z Asyrii wojska Kasytów zbuntowały się przeciw królowi Kara-hardaszowi z Karduniasz (tj. Babilonii), synowi Muballitat-Szeruy, córki Aszur-uballita i zabiły go. Wybrali Nazi-Bugasza, Kasytę, syna nikogo, jako króla nad sobą. [Aszur-uball]it wyruszył do Karduniasz aby pomścić Kara-hardasza (tekst błędnie podaje tu imię Kara-indasz), syna [swej córki]. Zabił [Naz]i-Bugasza, króla Karduniasz, uczynił Kurigalzu Młodszego, syna Burna-Buriasza, królem i pozwolił mu zasiąść na tronie [jego] ojca”

## Treść
Mniej niż dwie trzecie pierwotnego tekstu Kroniki synchronistycznej zachowało się do dziś. Brakuje początku, ale z zachowanych śladów można wnioskować, iż zawierać on musiał prolog, w którym wychwalany był bóg Aszur, asyryjski naród i król. Po luce zaczyna się właściwy tekst kroniki. Jak wspomniane zostało już powyżej dwie pierwsze sekcje tekstu zapisane są w odwrotnym porządku chronologicznym. Mówią one o tym, iż za rządów Puzur-Aszura III i Burna-Buriasza I oraz Kara-indasza i Aszur-bel-niszeszu osiągnięte zostało porozumienie co do przebiegu granicy. Kolejne dwie sekcje, oddzielone od siebie błędnie poziomą linią, stanowią tak naprawdę jedną całość i dotyczą panowania Aszur-uballita I. Za jego rządów Kasyci zbuntowali się przeciw Kara-hardaszowi, wnukowi Aszur-uballita I i wybrali na tron babiloński Nazi-Bugasza. Aszur-uballit I interweniował w Babilonii, usunął uzurpatora i osadził na tronie Kurigalzu II. 
W kolejnej sekcji mowa jest o bitwie pod miastem Sugaga pomiędzy asyryjskimi wojskami Enlil-narari i babilońskimi wojskami Kurigalzu II, zakończonej zwycięstwem Asyryjczyków i wyznaczeniem nowej granicy. Kolejna bitwa, tym razem pomiędzy wojskami Adad-nirari I i Nazi-Maruttasza opisana jest w następnej sekcji. Ta bitwa również zakończyła się asyryjskim zwycięstwem i porozumieniem dotyczącym przebiegu granicy. Kolejna, mocno uszkodzona sekcja, opisywała najprawdopodobniej wojnę pomiędzy Tukulti-Ninurtą I a Kasztiliaszem IV. Następna, też uszkodzona sekcja, mówiła o bitwie pomiędzy Enlil-kudurri-usurem i babilońskim królem, którym był prawdopodobnie (imię nie zachowało się) Adad-szuma-usur. Wyprawa wojenna Aszur-dana I przeciw Babilonii w czasach panowania Zababa-szum-iddiny wspomniana jest w kolejnej sekcji. Dalej jest przerwa w tekście, a gdy staje się on znowu czytelny mowa jest o dwóch nieudanych wyprawach Nabuchodonozora I przeciw Asyrii w czasach panowania Aszur-resza-iszi I. W następnej sekcji opisana została wyprawa Tiglat-Pilesera I przeciw Marduk-nadin-ahhe, która zakończyła się zdobyciem wielu babilońskich miast, w tym samego Babilonu. 
Kolejna sekcja dotyczy porozumienia zawartego pomiędzy Aszur-bel-kala i Marduk-szapik-zeri. Gdy babiloński król zmarł Aszur-bel-kala wyznaczył Adad-apla-iddinę na tron babiloński i wziął jego córkę za żonę. Sekcja ta kończy się stwierdzeniem, że „ludy Asyrii i Karduniasz (tj. Babilonii) zostały razem połączone”. W następnej sekcji mowa jest o konflikcie pomiędzy Adad-nirari II a Szamasz-mudammiqiem, w którym ten ostatni został pokonany. Po jego śmierci tron babiloński objął Nabu-szuma-ukin I (kronika błędnie podaje tu imię Nabu-szuma-iszkun), który również poniósł klęskę w bitwie z Adad-nirari II. Po bitwie zawarty został rozejm i wyznaczona nowa linia graniczna. Kolejna sekcja dotyczy traktatu pokojowego podpisanego przez Salmanasara III i Nabu-apla-iddinę. Gdy po śmierci tego ostatniego tron Babilonii objął Marduk-zakir-szumi I, jego brat Marduk-bel-usate zbuntował się przeciw niemu co doprowadziło do wybuchu wojny domowej. Salmanasar III interweniował w Babilonii i pomógł pokonać uzurpatora.
Po dużej luce w tekście mowa jest już o wydarzeniach z czasów panowania Szamszi-Adada V. Opisane są jego zwycięstwa nad Marduk-balassu-iqbi i Baba-aha-iddiną. Szamszi-Adad V splądrował szereg babilońskich miast, a następnie złożył ofiary w Kucie, Babilonie i Borsippie. Po przyjęciu trybutu od Chaldejczyków wyznaczona została nowa granica. Kolejna sekcja dotyczy panowania Adad-nirari III, ale z powodu uszkodzenia tekstu nie wiadomo, kto był jego babilońskim odpowiednikiem. W tekście mowa jest o powrocie deportowanej ludności i przywróceniu dostaw żywności. Na końcu tej sekcji opisane zostaje wyznaczenie wspólnej granicy. Kolejna i ostatnia sekcja, która nie jest oddzielona od poprzedniej poziomą linią, jest epilogiem. Znajduje się tu przesłanie do przyszłych królów, aby ci zważyli na tę inskrypcję wyrytą na steli. Tekst kończy życzenie, aby chwała Asyrii zawsze była rozgłaszana, a przestępstwa Babilonii stały się znane we wszystkich krajach.